# Bygdegårdarnas riksförbund
Bygdegårdarnas Riksförbund (BR) bildades 1944 och har över 1400 medlemsorganisationer i form av föreningar med öppna samlingslokaler som går att hyra för kulturarrangemang, föreningsmöten, fest och folkbildning. Flertalet av dessa finns på landsbygden och i mindre tätorter. Riksförbundet är en av tre samlingslokalorganisationer som ingår i Samsam (Samlingslokalernas Samverkansorganisation) tillsammans med Riksorganisationen Folkets Hus och Parker och Riksföreningen Våra gårdar. 